# Parlamentsvalget i Tyrkiet november 2015
Parlamentsvalget i Tyrkiet blev afholdt den 1. november 2015 i alle 85 valgdistrikter i Tyrkiet, hvor der skulle vælges 550 medlemmer til Tyrkiets parlament. Det var det 25. valg i Tyrkiets historie. Valgresultatet var en sejr for Retfærdigheds- og Udviklingspartiet (AKP) som genvandt den majoritet i parlamentet, som partiet havde mistet fire måneder tidligere ved valget i juni.
Valget har været præget af den tyrkiske regerings kampe med kurdiske og islamiske oprører. I landets sydøstlige dele kæmper regeringsstyrker imod kurdere, i de større byer imod terrorceller af blandt andet Islamisk Stat sympatisører eller medlemmer. Over 200 mennesker er blevet dræbt i konflikterne op til valget.

## Valgresultater
| Parti                                                                  | Stemmer    | Stemmer | Stemmer | Pladser  | Pladser | Pladser |
| Parti                                                                  | Stemmer    | Procent | Ændring | Mandater | Procent | Ændring |
| ---------------------------------------------------------------------- | ---------- | ------- | ------- | -------- | ------- | ------- |
| Retfærdigheds- og Udviklingspartiet (AKP)                              | 23.669.933 | 49,48%  | +8,61   | 317      | -       | -       |
| Republikanske Folkeparti (CHP)                                         | 12.108.801 | 25,31%  | +0,36   | 134      | -       | -       |
| Folkets Demokratiske Parti                                             | 5.144.108  | 10,75%  | -2,37   | 59       | -       | -       |
| National Aktionsparti                                                  | 5.691.035  | 11,90%  | -4,39   | 40       | -       | -       |
| Totalt                                                                 | -          |         |         |          |         |         |
| Kun repræsenterede partier i Tyrkiets parlamentet er medtaget i listen |            |         |         |          |         |         |